# 앙간튀르
앙간튀르(고대 노르드어: Angantyr)는 노르드 신화의 티르핑 대계에 등장하는 남자 등장인물 세 명의 이름이다. 앵글로색슨어 문헌 베오울프의 등장인물 옹겐세오우의 노르드 이름도 앙간튀르이다.

## 베르세르크 앙간튀르
앙간튀르는 아른그림의 장남이다. 아른그림은 가르다리키의 왕 스바프를라미와 싸워 그를 죽였는데, 이때 스바프를라미가 드베르그들을 협박해 만든 마검 티르핑을 손에 넣었다. 티르핑은 무엇이든 천을 자르듯 잘라낼 수 있으나 동시에 칼집에서 뽑으면 사람을 죽이지 않고는 다시 집어넣을 수 없는 저주가 걸려 있었다. 아른그림의 열두 아들은 모두 베르세르크였는데 아른그림은 그 중 가장 총애한 앙간튀르에게 검을 주었다.
어느 해 율(성탄절에 해당하는 게르만족의 세시) 날에 아른그림 가족이 볼름쇠의 집에 모여 새해 계획을 이야기하는 자리에서 차남 효르바르드가 다음 해에 스비아인의 왕 윙그비의 딸 잉게보르그 왕녀와 결혼하겠다고 선언하였다. 
앙간튀르를 위시한 형제들은 효르바르드가 잉게보르그 왕녀에게 청혼하러 가는 길에 동행했다. 그러나 스비아 왕의 하우스칼 중 하나인 햘마르가 나서서 천한 광전사보다 자신이 더 나은 신랑감이라고 주장했다. 윙그비 왕은 딸의 의견에 따르겠다고 했다. 그전부터 햘마르와 서로 사랑하던 사이였던 잉게보르그는 자연스럽게 햘마르를 선택했고, 이에 효르바르드는 분노했다. 효르바르드는 햘마르에게 결투를 신청했고 약속한 날에 나오지 않는다면 그의 명예가 훼손될 것이라 통보했다.
그 뒤 결투 장소로 약속된 삼쇠섬에 도착한 열두 형제는 베르세르케르강에 돌입하여 방패를 물어뜯고 크게 소리지르며 햘마르와 그 의형제 오르바르오드에 앞서 섬에 상륙한 두 사람의 부하 선원들을 토막쳐 죽였다. 잠시 뒤 햘마르와 오르바르오드가 도착하여 2대 12로 싸움이 벌어졌다. 앙간튀르를 제외한 나머지 열한 명 동생들은 오르바르오드의 몽둥이(또는 배의 키)에 순식간에 맞아 죽었다. 앙간튀르는 햘마르와 맞붙어 싸웠고, 햘마르가 앙간튀르를 죽였지만 햘마르 역시 티르핑에 깊은상처를 입고 죽었다. 
오르바르오드는 삼쇠섬에 무덤을 파고 앙간튀르 12형제와 마검 티르핑을 그 안에 매장해 봉인했다. 그러나 한참 뒤에 앙간튀르의 딸 헤르보르가 삼쇠섬에 와서 아버지의 무덤을 도굴해 마검을 도로 꺼내갔다. 

## 호푼드의 아들 앙간튀르
베르세르크 앙간튀르의 딸 헤르보르는 티르핑을 손에 넣고 남장을 한 채 모험을 다니다가 은퇴하여 글레시스벨리르의 호푼드와 결혼해 그 사이에 헤이드레크와 앙간튀르 형제를 낳았다. 즉 두 번째 앙간튀르는 첫 번째 앙간튀르의 손자에 해당한다. 헤이드레크가 아버지를 노하게 하여 집에서 쫓겨났는데, 앙간튀르는 형제가 가는 길을 전송하고자 집 밖 길까지 따라갔다. 그때 그는 헤이드레크가 어머니에게 물려받은 티르핑을 한번 보여달라고 했다. 헤이드레크는 선선히 칼을 꺼내 보여줬다. 그러나 한 번 뽑으면 사람을 죽여야 다시 집어넣을 수 있는 티르핑의 저주가 발동되어 앙간튀르는 헤이드레크에게 죽임을 당한다.

## 헤이드레크의 아들 앙간튀르
헤이드레크는 슬하에 헤르보르와 앙간튀르, 흘로드의 1녀 2남을 두었다. 즉 세 번째 앙간튀르는 첫 번째 앙간튀르의 증손자이며 두 번째 앙간튀르의 조카이다. 고트족의 왕을 지내고 있던 헤이드레크가 죽자 앙간튀르는 혼자서 유산을 모두 차지하고 흘로드에게 몫을 나눠주기 거부했다. 이에 흘로드는 훈족을 끌어들여 앙간튀르를 공격한다. 거대한 전쟁이 벌어지고 그 결과 흘로드가 죽는다. 그 뒤 앙간튀르는 스웨덴의 초기 왕조인 문쇠 왕조의 조상이 되었다고 한다.

## 참고 자료
- Henrikson, Alf. (1998). Stora mytologiska uppslagsboken.